# Harry Mainhall
Harry Mainhall (24 de diciembre de 1886 – 14 de octubre de 1931) fue un actor, director y guionista cinematográfico de nacionalidad estadounidense, activo en la época del cine mudo. 

## Biografía
Nacido en Oakland, California, su nombre completo era Harry Richards Mainhall. Tuvo una breve carrera cinematográfica, que inició con Essanay Studios en Chicago, y que finalizó trabajando para la compañía de los hermanos Leopold y Theodore Wharton. Como actor rodó trece filmes. Además escribió dos y dirigió tres.
Se retiró del cine en 1915. Falleció en 1931 en Nueva York, a los 44 años de edad. Fue enterrado en el Cementerio Kensico, en Valhalla (Nueva York).

## Filmografía

### Actor
- Twilight (1912)
- Neptune's Daughter, de Theodore Wharton (1912)
- The Voice of Conscience, de Theodore Wharton (1912)
- The End of the Feud, de Theodore Wharton (1912)
- The Warning Hand (1912)
- Sunshine, de Theodore Wharton (1912)
- Fear (1913)
- The Man Outside (1913)
- The Hand That Rocks the Cradle (1914)
- One Wonderful Night, de E.H. Calvert (1914)
- Bill's Boy, de Harry Mainhall (1914)
- At the End of a Perfect Day, de George Ade (1915)
- The New Adventures of J. Rufus Wallingford, de James Gordon, Leopold Wharton y Theodore Wharton (1915)

### Director
- Stopping the Limited (1914)
- Bill's Boy (1914)
- The Way of His Father (1914)

### Guionista
- The Voice of Conscience, de Theodore Wharton (1912)
- The Way of His Father, de Harry Mainhall (1914)